# シャハー・ピアー
シャハー・ピアー（ヘブライ語: שחר פאר, 英語表記：Shahar Pe'er, 1987年5月1日 - ）は、イスラエル・エルサレム出身の元女子プロテニス選手。2008年の全豪オープン女子ダブルスで、ビクトリア・アザレンカ（ベラルーシ）とペアを組んで準優勝した。自己最高ランキングはシングルス11位、ダブルス14位。WTAツアーでシングルス5勝、ダブルス3勝を挙げた。身長170cm、体重60kg。右利き、バックハンド・ストロークは両手打ち。

## 来歴
6歳からテニスを始める。2004年の全豪オープンジュニア女子シングルスで優勝し、同年に17歳でプロ入り。2005年の全仏オープンで4大大会の本戦に初出場し、ナディア・ペトロワ（ロシア）との3回戦まで勝ち進んだ。この後ウィンブルドンの女子ダブルスでベスト8に進み、ダブルスの分野でも才能を発揮し始めた。イスラエルでは18歳を迎えた成年女子にもイスラエル国防軍への参加が義務づけられているため、ピアーは2005年11月から国防軍の仕事を始めた。
2006年のシーズンに急成長を始める。1月の全豪オープンでは1回戦で日本の浅越しのぶに敗れたが、2月第2週のタイ・パタヤの大会でツアー初優勝を達成。その後、5月にチェコ・プラハの大会とトルコ・イスタンブール・カップで優勝し、2度目の全仏オープン本戦で第31シードを得た。ピアーは全仏オープンでも好調さを維持し、3回戦では2004年の準優勝者エレーナ・デメンチェワを 6-4, 7-5 で破り、初めての4回戦に進出する。4回戦の相手は、2006年度からの現役復帰で第12シードに戻ってきたマルチナ・ヒンギスだった。2人が1セット・オールとなったところで試合は日没順延となり、翌日に持ち越された第3セットはヒンギスが取った。結局ピアーはヒンギスに 3-6, 6-2, 3-6 で敗れ、全仏では4回戦で止まった。続くウィンブルドンは2回戦で敗退したが、全米オープンで自身2度目の4回戦に進出する。全米の4回戦では第2シードのジュスティーヌ・エナン＝アーデンから1ゲームしか奪えず、1-6, 0-6 で完敗した。
2007年の全豪オープンで、シャハー・ピアーは初の準々決勝進出を決め、4大大会女子シングルスの自己最高成績を上げた。イスラエルの女子テニス選手が4大大会のベスト8に入ったのは、同国のテニスの歴史を通じて初めての出来事であった。その準々決勝では、全豪オープンで2003年・2005年の2度優勝経験があるセリーナ・ウィリアムズに 6-3, 2-6, 6-8 で競り負けた。この年は全米オープンでも初のベスト8進出を果たし、準々決勝で第6シードのアンナ・チャクベタゼ（ロシア）に 4-6, 1-6 で敗れた。2007年10月、彼女は国防軍の兵役義務を完了した。
2008年の全豪オープンで、ピアーはビクトリア・アザレンカ（ベラルーシ）と組んで女子ダブルス決勝に進出した。その決勝戦ではアリョーナ・ボンダレンコ&カテリナ・ボンダレンコ組（ウクライナの姉妹ペア）に 6-2, 1-6, 4-6 の逆転で敗れ、イスラエル女性として初の4大大会優勝を逃している。
ピアーは2011年全豪オープン後のランキングで自己最高位の11位を記録している。
ピアーはオリンピックイスラエル代表として、2008年北京五輪と2012年ロンドン五輪の2大会に出場している。
イスラエルの女子テニス界は、長年にわたってアンナ・スマシュノワが国の大黒柱として活躍してきた。スマシュノワはもともと、ベラルーシのミンスクから移住してイスラエル国籍を取得した人であるが、2007年6月に現役を引退した。それだけに、イスラエルの首都エルサレムで生まれ育ったピアーへの期待は大きなものがある。辺境の地から登場した女子テニスの開拓者として、ピアーの境遇はインドのサニア・ミルザと似通っている。

## 入国拒否問題
2009年2月にアラブ首長国連邦・ドバイで行われるバークレーズ・ドバイ・テニス選手権に出場を予定していたピアーだが、ビザの発給を拒否され出場できなかった。この件に関し、女子テニス協会は大会主催者に過去最高の罰金額となる30万ドルの罰金を科した。ピアーにも補償として4万4250ドルと、同週に獲得したのと同等のランキングポイントが与えられた。翌年の大会では出場が認められ、ヤニナ・ウィックマイヤーや第1シードのキャロライン・ウォズニアッキを破りベスト4入りしている。

## WTAツアー決勝進出結果

### シングルス: 9回 (5勝4敗)
| 大会グレード          | 大会グレード                 |
| 2008年以前            | 2009年以後                   |
| --------------------- | ---------------------------- |
| グランドスラム (0–0)  |                              |
| WTAファイナルズ (0–0) |                              |
| ティア I (0–0)        | プレミア・マンダトリー (0-0) |
| ティア I (0–0)        | プレミア5 (0-0)              |
| ティア II (0–0)       | プレミア (0–0)               |
| ティア III (1-1)      | インターナショナル (2-3)     |
| ティア IV ＆ V (2–0)  | インターナショナル (2-3)     |

| 結果   | No. | 決勝日        | 大会           | サーフェス | 対戦相手                       | スコア           |
| ------ | --- | ------------- | -------------- | ---------- | ------------------------------ | ---------------- |
| 優勝   | 1.  | 2006年2月12日 | パタヤ         | ハード     | エレナ・コスタニッチ・トシッチ | 6–3, 6–1         |
| 優勝   | 2.  | 2006年5月9日  | プラハ         | クレー     | サマンサ・ストーサー           | 4–6, 6–2, 6–1    |
| 優勝   | 3.  | 2006年5月22日 | イスタンブール | クレー     | アナスタシア・ミスキナ         | 1–6, 6–3, 7–6(3) |
| 準優勝 | 1.  | 2007年2月24日 | メンフィス     | ハード     | ビーナス・ウィリアムズ         | 1–6, 1–6         |
| 優勝   | 4.  | 2009年9月20日 | 広州           | ハード     | アルベルタ・ブリアンティ       | 6–3, 6–4         |
| 優勝   | 5.  | 2009年9月27日 | タシケント     | ハード     | アクグル・アマンムラドワ       | 6–3, 6–4         |
| 準優勝 | 2.  | 2010年1月16日 | ホバート       | ハード     | アリョーナ・ボンダレンコ       | 2–6, 4–6         |
| 準優勝 | 3.  | 2011年7月31日 | ワシントンD.C. | ハード     | ナディア・ペトロワ             | 5–7, 2–6         |
| 準優勝 | 4.  | 2013年7月28日 | バクー         | ハード     | エリナ・スビトリナ             | 4–6, 4–6         |

### ダブルス: 10回 (3勝7敗)
| 結果   | No. | 決勝日        | 大会                 | サーフェス | パートナー                     | 対戦相手                                          | スコア           |
| ------ | --- | ------------- | -------------------- | ---------- | ------------------------------ | ------------------------------------------------- | ---------------- |
| 優勝   | 1.  | 2006年5月14日 | プラハ               | クレー     | マリオン・バルトリ             | アシュリー・ハークルロード ベサニー・マテック     | 6–4, 6–4         |
| 優勝   | 2.  | 2006年7月30日 | スタンフォード       | ハード     | アンナ＝レナ・グローネフェルト | マリア・エレナ・カメリン ヒセラ・ドゥルコ         | 6–1, 6–4         |
| 優勝   | 3.  | 2007年7月30日 | スタンフォード       | ハード     | サニア・ミルザ                 | ビクトリア・アザレンカ アンナ・チャクベタゼ       | 6–4, 7–6         |
| 準優勝 | 1.  | 2007年9月30日 | ルクセンブルク       | ハード     | ビクトリア・アザレンカ         | イベタ・ベネソバ ヤネッテ・フサロバ               | 4–6, 2–6         |
| 準優勝 | 2.  | 2008年1月25日 | 全豪オープン         | ハード     | ビクトリア・アザレンカ         | アリョーナ・ボンダレンコ カテリナ・ボンダレンコ   | 6–2, 1–6, 4–6    |
| 準優勝 | 3.  | 2009年3月21日 | インディアンウェルズ | ハード     | ヒセラ・ドゥルコ               | ビクトリア・アザレンカ ベラ・ズボナレワ           | 4–6, 6–3, [5–10] |
| 準優勝 | 4.  | 2010年10月2日 | 東京                 | ハード     | 彭帥                           | イベタ・ベネソバ バルボラ・ザフラボバ・ストリコバ | 4–6, 6–4, [8–10] |
| 準優勝 | 5.  | 2013年5月25日 | ブリュッセル         | クレー     | ガブリエラ・ダブロウスキー     | クベタ・ペシュケ アンナ＝レナ・グローネフェルト   | 0–6, 3–6         |
| 準優勝 | 6.  | 2014年5月24日 | ニュルンベルク       | クレー     | ラルカ・オラル                 | ミハエラ・クライチェク カロリナ・プリスコバ       | 0–6, 6–4, [6–10] |
| 準優勝 | 7.  | 2014年7月27日 | バクー               | ハード     | ラルカ・オラル                 | アレクサンドラ・パノワ ヘザー・ワトソン           | 2-6, 6–7(3)      |

## 4大大会シングルス成績
略語の説明
| W | F | SF | QF | #R | RR | Q# | LQ | A | Z# | PO | G | S | B | NMS | P | NH |

W=優勝, F=準優勝, SF=ベスト4, QF=ベスト8, #R=#回戦敗退, RR=ラウンドロビン敗退, Q#=予選#回戦敗退, LQ=予選敗退, A=大会不参加, Z#=デビスカップ/BJKカップ地域ゾーン, PO=デビスカップ/BJKカッププレーオフ, G=オリンピック金メダル, S=オリンピック銀メダル, B=オリンピック銅メダル, NMS=マスターズシリーズから降格, P=開催延期, NH=開催なし.
| 大会           | 2004 | 2005 | 2006 | 2007 | 2008 | 2009 | 2010 | 2011 | 2012 | 2013 | 2014 | 2015 | 2016 | 通算成績 |
| -------------- | ---- | ---- | ---- | ---- | ---- | ---- | ---- | ---- | ---- | ---- | ---- | ---- | ---- | -------- |
| 全豪オープン   | A    | LQ   | 1R   | QF   | 3R   | 1R   | 3R   | 3R   | 2R   | 2R   | 1R   | LQ   | LQ   | 12–9     |
| 全仏オープン   | A    | 3R   | 4R   | 4R   | 1R   | A    | 4R   | 1R   | 2R   | 1R   | 1R   | LQ   | A    | 12–9     |
| ウィンブルドン | A    | 2R   | 2R   | 3R   | 4R   | 2R   | 2R   | 1R   | 1R   | LQ   | 1R   | LQ   | A    | 9–9      |
| 全米オープン   | LQ   | 3R   | 4R   | QF   | 1R   | 3R   | 4R   | 2R   | 1R   | LQ   | 2R   | LQ   | A    | 16–9     |